# Ajuntament d'Aarhus
L'ajuntament d'Aarhus és la seu del govern de la ciutat d'Aarhus a Dinamarca. Va ser inaugurat el 2 de juny de 1941 i va ser dissenyat pels arquitectes Arne Jacobsen i Erik Møller.El 1937 la batllia va decidir que calia un nou edifici per al consistori. És un dels pocs edificis d'ajuntaments danesos classificat per ser preservat perquè té una arquitectura única. El gener del 2006, al Kulturkanonen (Cànon cultural danès) es va incloure l'ajuntament d'Aarhus en la categoria d'arquitectura, com que es considera un icona de l'arquitectura funcional danesa.
El primer projecte, no incloïa cap torre, però, a causa de la pressió massiva del públic, se'n va afegir una posteriorment. L'ajuntament té una superfície total de 19.,380 m² incloent el soterrani. La torre fa 60 metres d'alçada i el rellotge té un diàmetre de 7 metres. L'edifici es va construir de formigó cobert amb 6.000 m² de marbre provinent del municipi de Porsgrunn a Noruega. Les obres van costar 9,5 milions de corones daneses, incloent el cost del terreny i l'inventari, que van costar 1,5 milions de corones.